# 肥飼料検査所
肥飼料検査所（ひしりょうけんさしょ）はかつて存在した農林水産省所管の独立行政法人。
2001年発足。2007年に独立行政法人農林水産消費技術センター及び独立行政法人農薬検査所と統合し、独立行政法人農林水産消費安全技術センターの一部門に移行した。

## 概要
- 目的

独立行政法人肥飼料検査所は、肥料、飼料及び飼料添加物並びに土壌改良資材の検査等を行うことにより、肥料、飼料及び土壌改良資材の品質の保全を図ることを目的とする。（独立行政法人肥飼料検査所法3条）
- 理事長

- 所在地
  - 本部　埼玉県さいたま市中央区新都心2-1 さいたま新都心合同庁舎検査棟(5・6・7階)

## 沿革
- 1947年-農林省に肥料検査所が設置
- 1950年-農林省に飼料検査所が設置
- 1963年-農林省設置法改正により、肥料検査所と飼料検査所を統合。肥飼料検査所を全国6ヶ所（東京、仙台、札幌、名古屋、大阪、福岡）に設置。
- 2001年-独立行政法人化